# 2002年度四台聯頒音樂大獎得獎名單
2002年度四台聯頒音樂大獎

## 歌曲大獎
- 頒發場合：十大勁歌金曲頒獎典禮
- 歌曲：傷逝
- 歌手：葉蒨文
- 作曲：Eric Kwok
- 作詞：林夕

## 大碟大獎
- 頒發場合：叱吒樂壇流行榜頒獎典禮
- 大碟：美麗的一天
- 歌手：劉德華
- 監製：李安修

## 卓越表現大獎
- 頒發場合：新城勁爆頒獎禮
- 金獎：Twins
- 銀獎：何韻詩
- 銅獎：陳冠希

## 傳媒大獎
- 頒發場合：十大中文金曲頒獎音樂會
- 歌手：陳奕迅、劉德華
- 作曲家：雷頌德
- 填詞家：林夕